# Aad Struijs Persprijs
In 2006 richtte TourPRess Holland, de Nederlandse vereniging van toeristisch journalisten en persvoorlichters, een prijs op in naam van de in 2004 overleden Nederlandse journalist Aad Struijs, de Aad Struijs Persprijs.
Dit is een jaarlijkse prijs voor bijzondere journalistieke producties en communicatie campagnes met als onderwerp 'reizen en toerisme'. Zowel kranten, tijdschriften, reisvakbladen, internet, radio- en tv-reportages en -programma’s, auteurs van reisboeken als boeken met een toeristische invalshoek dingen mee. De prijs bestaat uit een beeldje en € 1500.
Vanaf 2016 worden er prijzen in twee categorieën toegekend. Naast journalistieke printproducties is er een aparte categorie voor bloggers. Vanaf 2019 zijn daar de categorieën video en vakantiebeurs publieksprijs aan toegevoegd.

## Winnaars
- 2007: Marjolein Westerterp voor haar artikel Expeditie Ethiopië in het maandblad Zin
- 2008: Eric van den Berg voor zijn artikel Puzzeltocht met woordenboek in de Volkskrant
- 2009: Jochem Davidse voor zijn artikel Worst en bier in Trier in Panorama
- 2010: Sander Groen voor zijn artikel Een enkeltje Teheran in AD Reiswereld
- 2011/2012: Matthijs Meeuwsen voor zijn artikel Uitzicht op Absurdistan in AD Reiswereld
- 2013: Ben Roelants en Marijne Bruggeman voor hun reportage Hip en trendy Londen, uitgezonden in het tv-programma Vlaanderen Vakantieland
- 2014: Toine Heijmans voor zijn artikel 'Het mooiste stukje', gepubliceerd in Volkskrant Reizen
- 2015: Anne Wesseling voor haar reportage Slow train, low budget, gepubliceerd in REIZ& magazine
- 2016: geen prijs uitgereikt
- 2017: categorie print: Jurriaan Teulings heeft met zijn reportage Niks mogen, toch doen in Iran, gepubliceerd in het tijdschrift Winq
- 2017: categorie digitale publicaties: Stéphanie Versteeg met Magisch Varanasi, reizen door het ultieme India
- 2019: categorie print: Auke Hulst voor zijn reportage Dwars door Big Sky Country gepubliceerd in Columbus Travel
- 2019: categorie digitale publicaties: Aniek Rooderkerken voor In de voetsporen van het sneeuwluipaard
- 2019: categorie video: Marco Barneveld en Alessio Cuomo voor Ode aan de Reis: Australië. Tevens winnaar van de nieuwe categorie vakantiebeurs publieksprijs